# Fiestas del Pilar
Las Fiestas del Pilar son las fiestas patronales de Zaragoza (Aragón, España) que se celebran en honor de la Virgen del Pilar, patrona de la ciudad. Tienen lugar la semana del 12 de octubre en que se celebra la fiesta patronal. Por lo general, las fiestas comienzan el fin de semana anterior al día 12 y se prolongan hasta el domingo posterior por lo que duran unos diez días. En 1980 fueron declaradas Fiestas de Interés Turístico Nacional y el 27 de septiembre de 2019 Fiestas de Interés Turístico Internacional.
En las fiestas del Pilar tienen lugar un gran número de eventos festivos organizados por el Ayuntamiento de Zaragoza a los que se unen no pocas iniciativas privadas de organizaciones o colectivos privados que aprovechan la semana para organizar muestras, concursos y otras actividades de interés popular. En los días de mayor actividad festiva, la ciudad triplica su número de habitantes llegando casi a los 4.000.000 de participantes. 

## Celebraciones religiosas

### Solemne misa de los Infantes
En la Santa Capilla de la Basílica del Pilar en torno a las 4:30 horas de la madrugada del día 12 se celebra la primera misa del día del Pilar.

### Rosario de la Aurora
Se trata de una procesión que parte a las 5 de la madrugada del día 12 y recorre un trayecto de ida y vuelta entre la Iglesia de San Pablo y la Basílica del Pilar. Durante la misma, se reza el rosario. Su origen data del año 1756.

### Ofrenda de flores

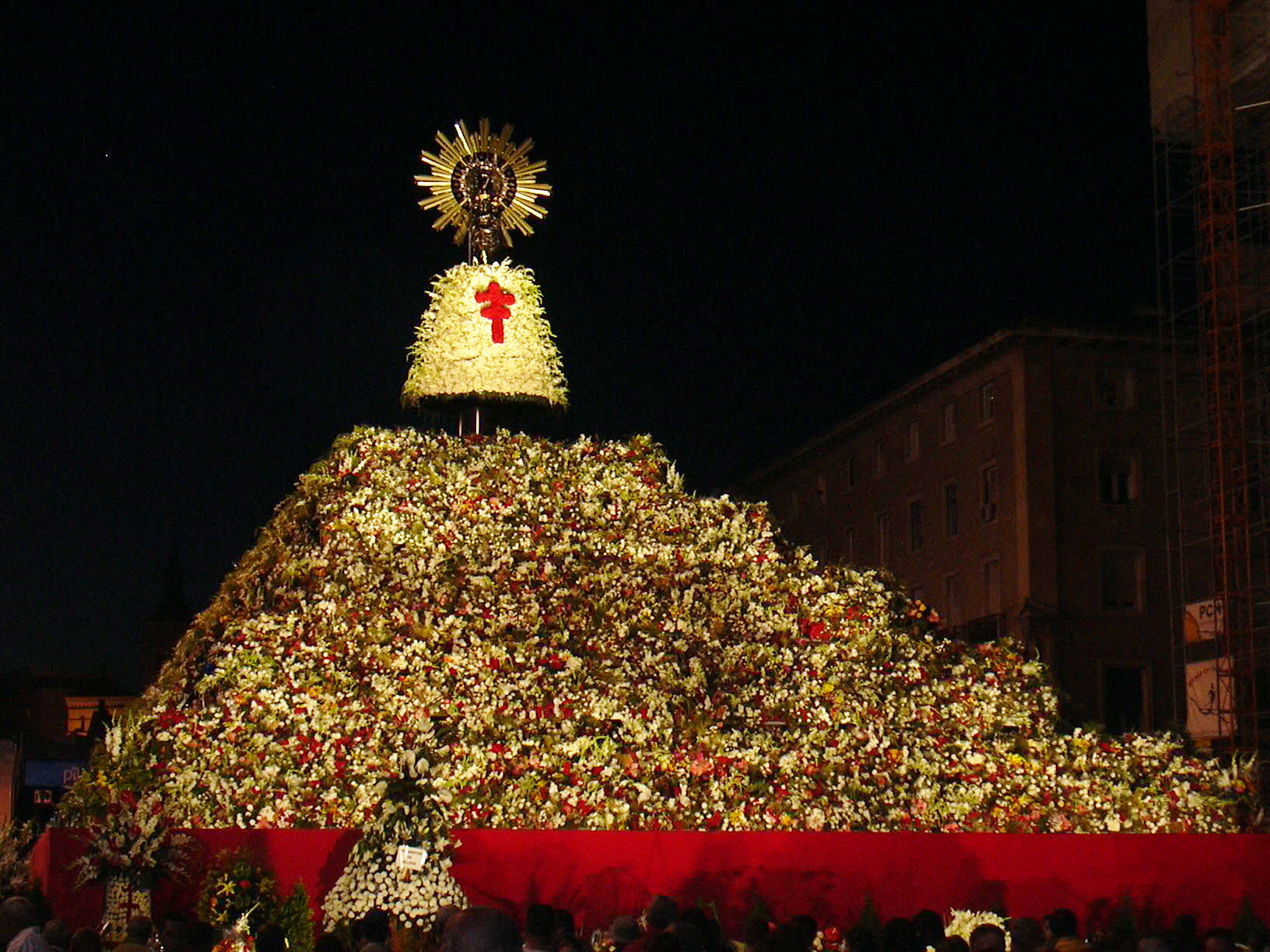
Ofrenda floral a la Virgen del Pilar en 2006

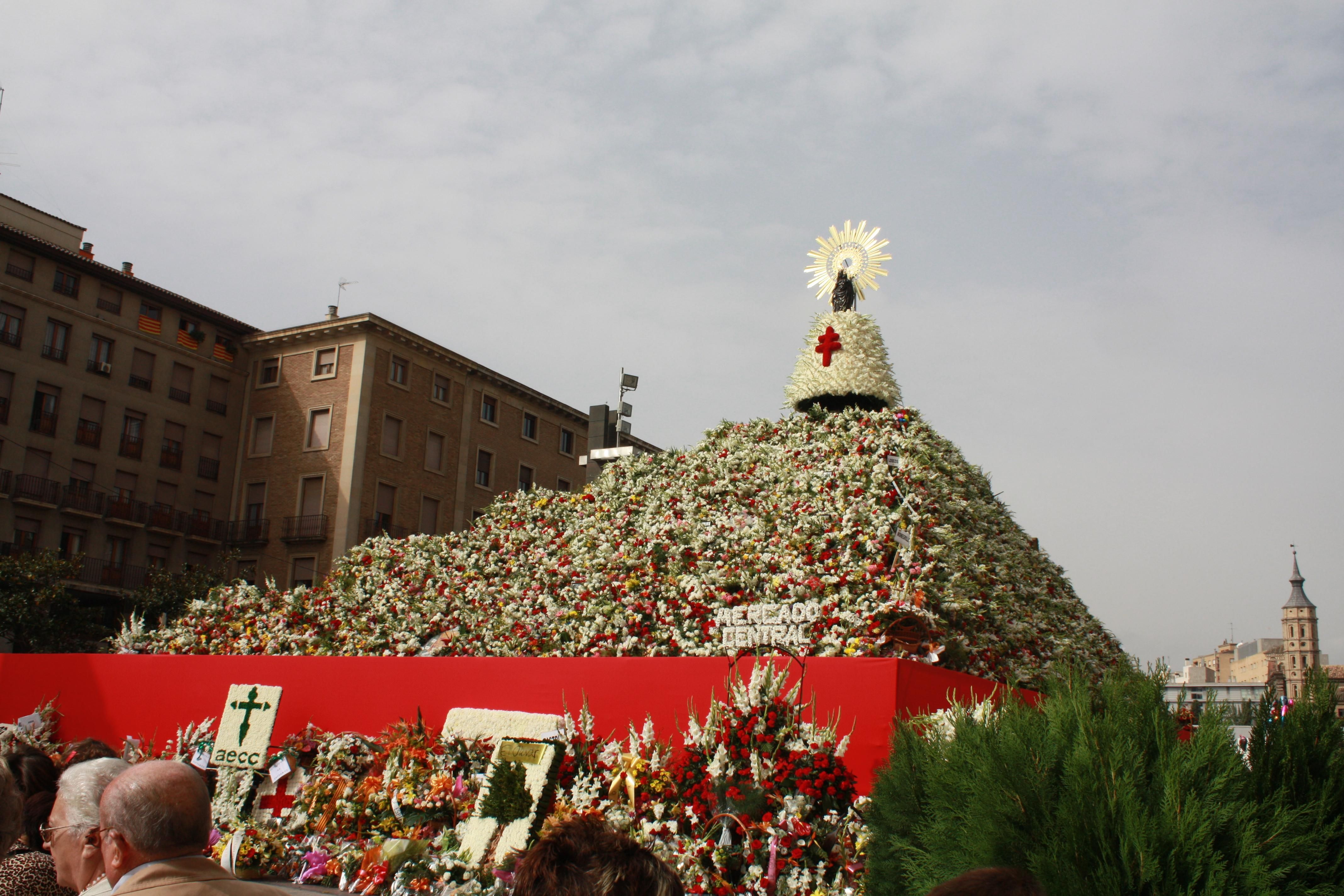
Ofrenda floral a la Virgen del Pilar en 2008

Representa el punto culminante de las celebraciones y la mayor manifestación de la devoción popular hacia la Virgen. En la mañana, mediodía y parte de la tarde del día 12, se lleva a cabo una ofrenda en la que cientos de miles de personas ataviadas con cualquiera de los trajes tradicionales de Aragón o de otros lugares del mundo portan flores a la Virgen situada en el centro de la plaza en una gran estructura piramidal. El récord de participación se logró en 2009, cuando acudieron 450.000 personas. Allí, en la Plaza de las Catedrales, un batallón de voluntarios teje un enorme manto a una Virgen. La gran aceptación popular la atestiguan los 378 grupos inscritos para la edición de 2005 y las más de ocho horas que dura el desfile.
La tradición de la ofrenda data del año 1958, por iniciativa del concejal Manuel Rodeles, tras haber observado la ofrenda que celebraban a la Virgen de los Desamparados en las fiestas de Valencia.
En la actualidad, en el manto confeccionado con flores para la Virgen del Pilar aparece la Cruz de Lorena, símbolo de la lucha mundial contra la tuberculosis desde octubre de 1902. Esta cruz ha sido elegida como ofrenda por el Hospital General Royo Villanova. El origen de esta tradición está ligada a la Ofrenda desde sus primeros años: uno de los enfermos que se encontraba ingresado en este hospital, recibía asiduas visitas de un alto funcionario del Ayuntamiento de Zaragoza. En una de sus conversaciones surgió la idea de que en la ofrenda de flores del Pilar el Hospital ofreciese la Cruz de Lorena. Debido a que los enfermos no están en condiciones para llevar las flores a la virgen, son la Reina de las Fiestas del Pilar y su Corte de Honor las que llevan la cruz hasta el manto de la Virgen. La primera ofrenda de flores por parte del hospital fue el año 1960.

### Misa Pontifical
Tras la ofrenda a la Virgen, el día 12 se celebra una misa pontifical en la basílica del Pilar a partir de las 12.00, tras la que se desarrolla una procesión.

### Ofrenda de frutos

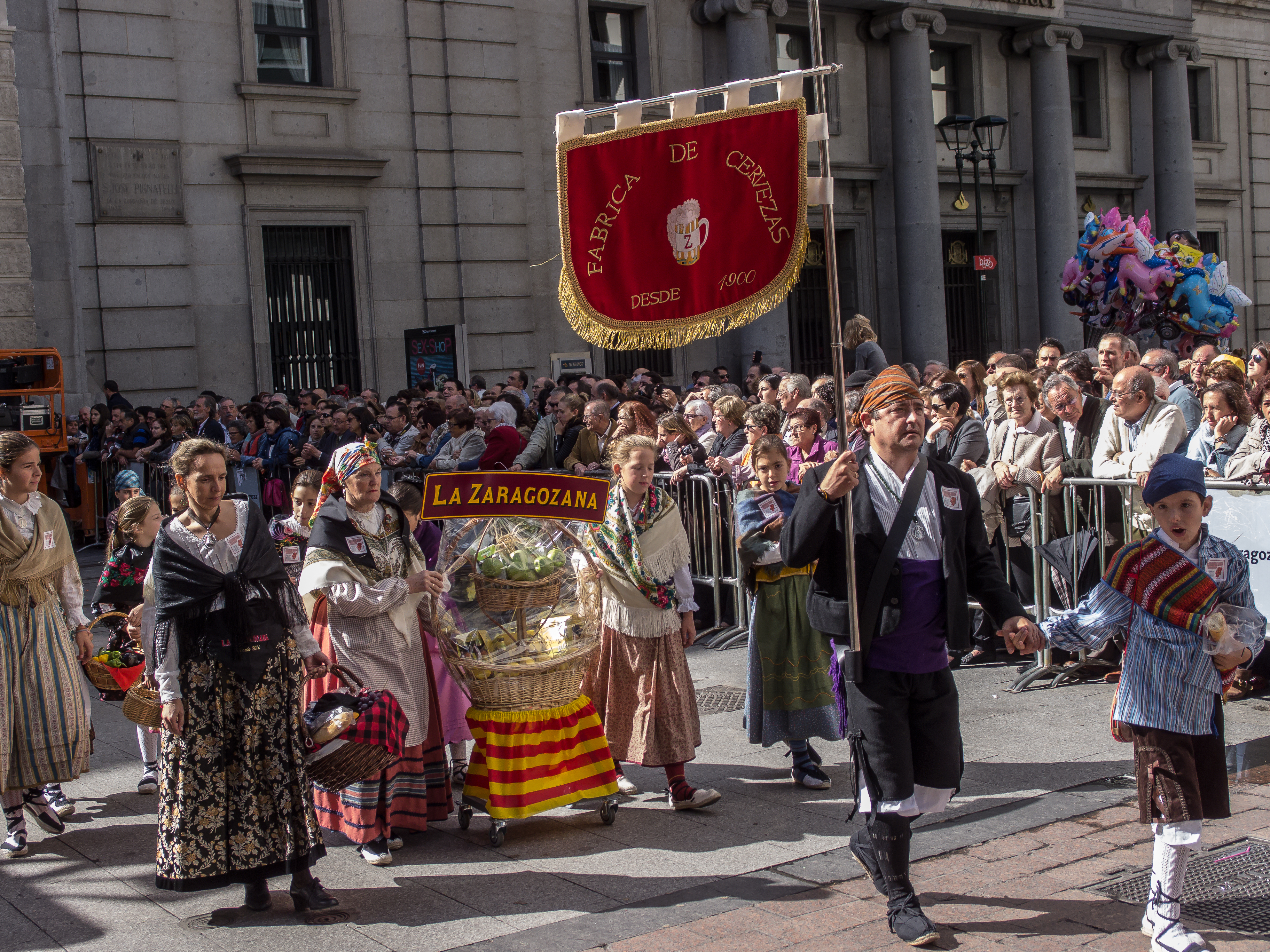
Ofrenda de frutos

Se lleva a cabo durante la mañana del día 13 y tiene un recorrido similar al de la ofrenda de flores. En ella se presentan a la Virgen los más variados frutos de la tierra aragonesa y de las otras comunidades autónomas de España, pues existen un gran número de casas reginales con sede en Zaragoza que participan en la ofrenda. Su primera edición es anterior a la ofrenda floral pues tuvo lugar en 1949.

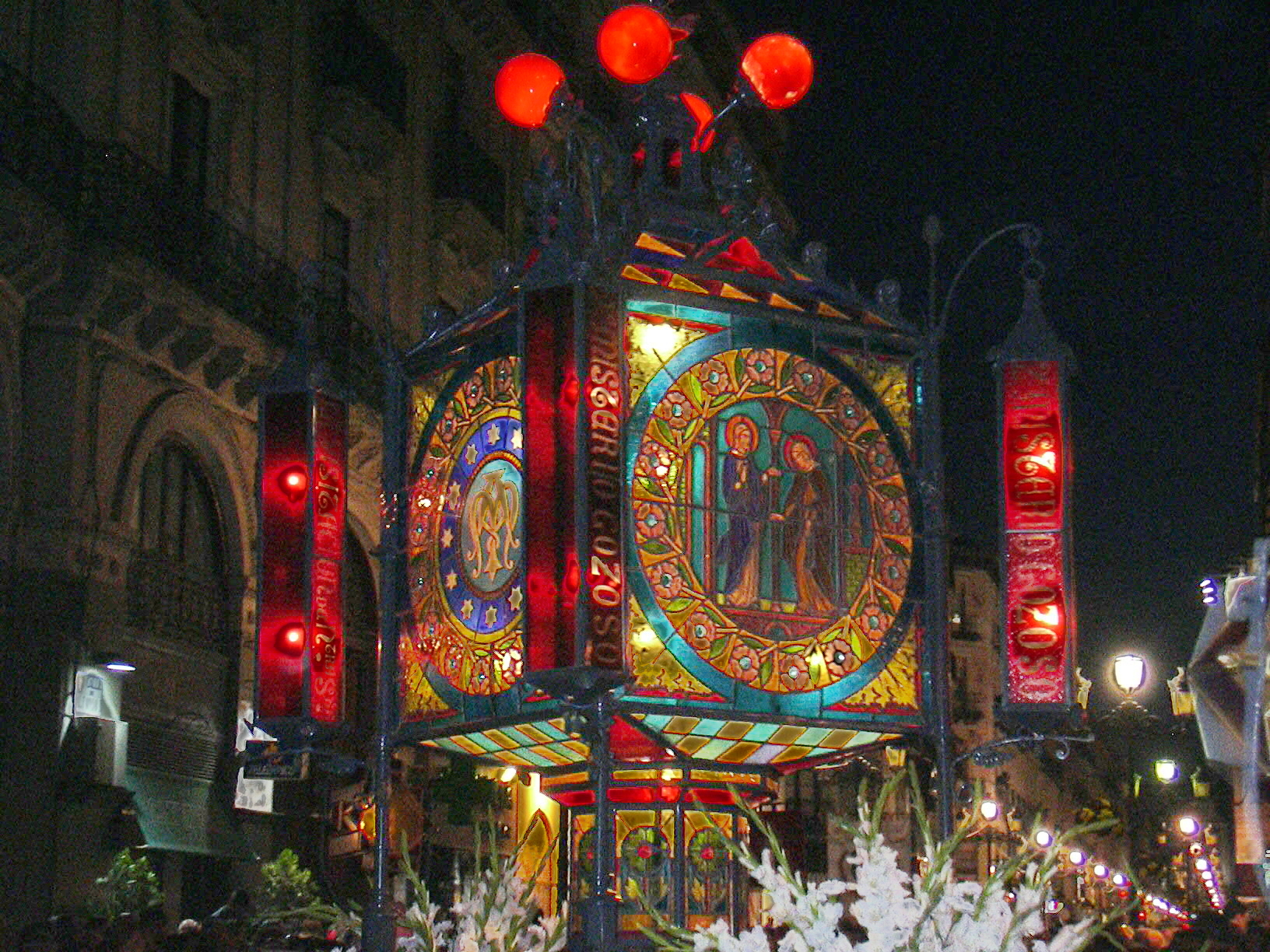
Una de las farolas del Rosario de Cristal

### Rosario de cristal
Un espectáculo sin parangón en el mundo, el desfile del rosario de cristal es todo religiosidad y arte. La procesión consiste en un conjunto de 29 carrozas de cristal, (llamado popularmente faroles), iluminadas interiormente de las que, al menos, quince representan los misterios del rosario. A ellas, se unen un buen número de farolas y estandartes. Los pasos fueron portados a hombros hasta 1926 y no se alumbraron con luz eléctrica hasta el año 1940. El rosario parte de la Iglesia del Sagrado Corazón de Jesús en donde tiene su sede, el día 13 al anochecer recorriendo las principales arterias de la ciudad. Su origen data de 1889. Muchas de las carrozas del rosario fueron diseñadas por el arquitecto municipal Ricardo Magdalena, el mismo que erigió el edificio el Paraninfo de la Universidad de Zaragoza en la segunda mitad del siglo XIX.

## Otras celebraciones

### Pregón
El pregón se lee el sábado anterior al día 12 desde el balcón del Ayuntamiento y representa el pistoletazo de salida a las fiestas. Previamente recorre el centro de la ciudad un desfile de carrozas. Los primeros pregoneros leían el pregón a caballo y vestidos de época. Durante muchos años, durante los años 60, el que leyó el pregón era el pregonero mayor de Zaragoza, Ignacio Moreno, y leía el pregón en varios puntos del centro de la ciudad.
Desde 1979, cada año se encarga a un personaje popular de algún modo vinculado con la comunidad aragonesa. José Antonio Labordeta fue dos veces pregonero, en 1979 y 2009, pero en 1979 no pudo acudir a leer el pregón por encontrarse grabando uno de sus discos.

### Comparsa de gigantes y cabezudos

Comparsa de Gigantes

Sin duda, una de las tradiciones más queridas y celebradas por los zaragozanos, los gigantes y cabezudos salen todos los días de las fiestas desde diferentes puntos de la ciudad con el fin de abarcar todos los barrios de la misma. Los cabezudos son diez con fisionomías bien diferenciadas y nombres propios bien conocidos por los zaragozanos: el Morico, el Boticario, el Robaculeros, el Torero, el Tuerto, el Forano, la Forana, el Verrugón, la Pilara, el Azutero y la Cigarrera. Los gigantes representan la parte más digna de la comparsa y entretienen al público con sus elegantes bailes por parejas. Tradicionalmente, los cabezudos son provocados por los más jóvenes a los que encorren por las calles azuzándolos con una tralla. La comparsa de gigantes y cabezudos proviene de la Edad Media si bien los actuales fueron diseñados en 1849 por el escultor Félix Oroz y recuperados recientemente tras un período en el que se modificaron e introdujeron nuevos miembros.

### Feria General de Zaragoza
En el recinto de la Feria de muestras tiene lugar la tradicional feria del Pilar. El certamen tiene la condición de feria generalista abierta a todo el público en la que se exponen una gran variedad de productos de la tierra y de fuera de ella. En 2005, se ha celebrado la edición número 66 con pabellones dedicados a la alimentación o el equipamiento del hogar. Además, con motivo de la feria se llevan a cabo diversas actividades lúdicas y gastronómicas que tienen por objeto servir de entretenimiento a la familia durante toda la jornada. En el año 2004, la feria de muestras fue visitada por unas 250.000 personas.

### Feria de la cerveza
En el Parque de atracciones de Zaragoza, se celebra la llamada Feria de la cerveza Oktoberfest. Bajo una carpa cubierta, se ofrecen productos típicamente alemanes además de abundante cerveza de importación, todo ello servido por camareras vestidas al modo alemán y amenizado por los sones de una orquesta bávara. La feria reúne a unos tres mil visitantes diarios.

### Feria taurina del Pilar
Coincidiendo con estas fechas, tiene lugar en la plaza de toros de Zaragoza (también llamada de la Misericordia) la feria taurina de la ciudad que reúne a los mejores diestros. Las corridas de toros, se combinan con otros festejos como corridas de rejones o novilladas. La feria del Pilar, con la que concluye la temporada taurina española, representa para muchos toreros la última cita de la temporada antes de iniciar la gira americana.
Además, desde 1981, esta feria taurina también cuenta con su vertiente de festejos populares, cuyos impulsores fueron el ganadero José María Arnillas, el concejal Julián Nieto y el peñista Vicente Navarro. Aunque empezó únicamente con la celebración de las mañanas vaquilleras, edición a edición se fueron añadiendo más modalidades de festejos. En este sentido, en 1982 se empezó a celebrar el concurso de recortadores con anillas, en 1983 el toro embolado, en 1985 el concurso de roscaderos, en el 2000 el Concurso Goyesco de recorte libre con toros y el Concurso de emboladores, y en 2011 el concurso de recorte libre con toros de fuego.
Aparte de estos cinco concursos con mucha tradición, se han hecho esporádicamente otros concursos (como los de ganaderías con obstáculos, jóvenes promesas o recorte libre con vacas corridas) y exhibiciones (de tauromaquias internacionales, grupos de arte, veteranos o gran prix).
Dado lo avanzado de las fechas que puede deparar una adversa climatología (en forma de lluvia, pero sobre todo, de cierzo) la plaza de toros de Zaragoza presenta la singularidad de su cubierta de teflón fija sobre la grada pero desmontable sobre la arena.

### Vaquillas
Todos los días de las fiestas, a primer hora de la mañana, se celebran las tradicionales mañanas de vaquillas del Pilar, cuyos orígenes se remontan a 1981 y que desde 2009 se estructuran en dos partes:
- Durante la primera hora, y con el objetivo de promocionar la participación de los asistentes, se sueltan vacas más jóvenes para aquellos aficionados menos especializados en el recorte.
- Durante la segunda hora, se celebra el Concurso Nacional de Mañanas Vaquilleras, en el que participan las vacas más fuertes de las ganaderías, cuya actuación será evaluada dentro del marco del concurso.[18]

Ambas partes suelen estar animadas con charangas, cantos y bailes  y por las numerosas peñas de las Fiestas del Pilar, entre las cuales destacan las históricas Adebán, Los Chachos, El Rebullo, El Brabán, El Almuerzo.

### Actividades infantiles
Desde hace años, los parques se han abierto durante el Pilar a la participación ciudadana y, sobre todo, al esparcimiento infantil. En particular en el Parque Delicias y en el Parque Grande José Antonio Labordeta se celebran actuaciones, espectáculos de marionetas y actividades lúdicas para los más pequeños.

### Ferias
La visita al recinto donde se instalan las ferias es obligada durante las fiestas. En él, se puede encontrar gran variedad de atracciones mecánicas así como barracas de tiro, pruebas de habilidad, rifas, etc. actualmente situadas en el recinto ferial de Valdespartera.

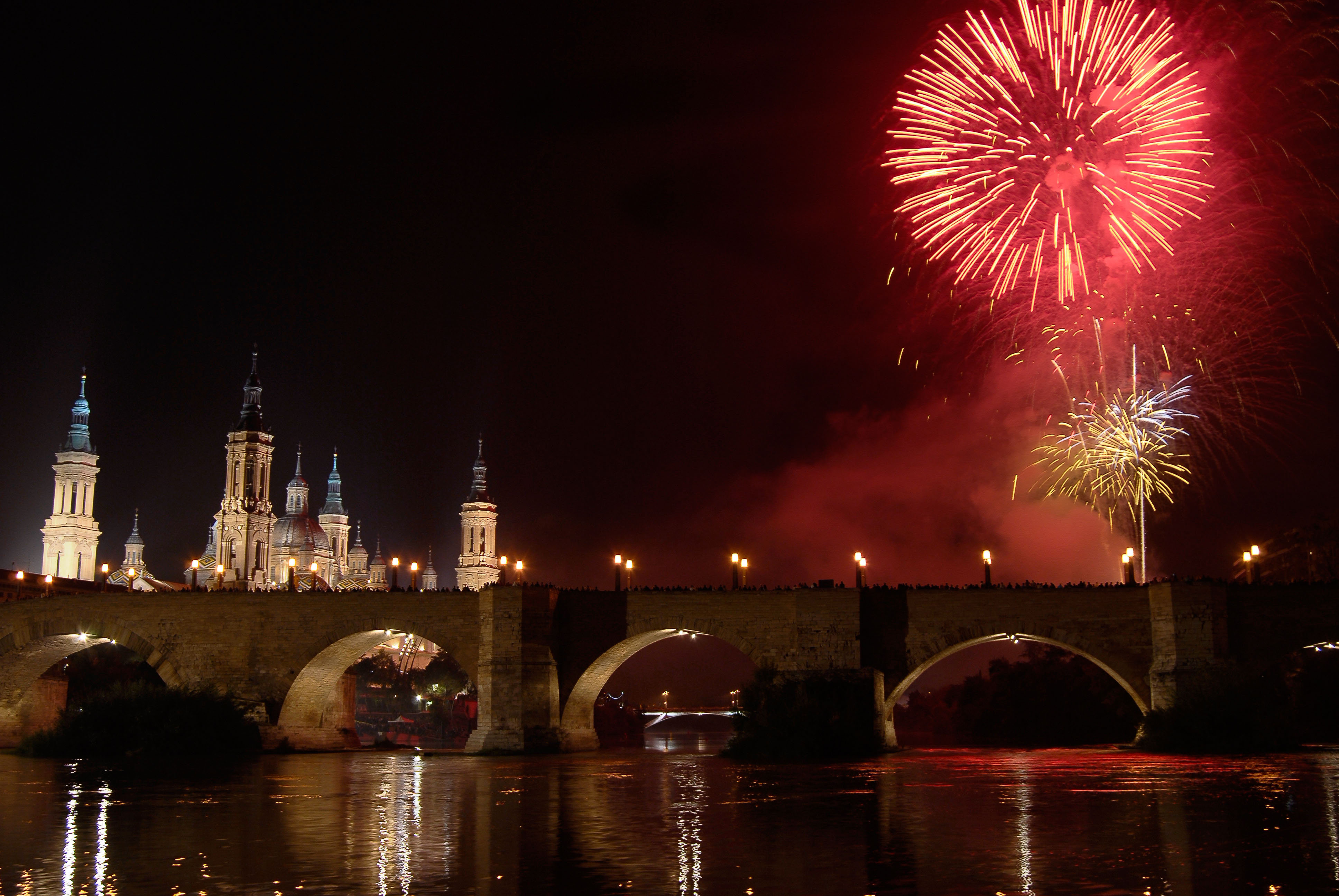
Fuegos artificiales en las fiestas del Pilar

### Espectáculos Pirotécnicos
En las noches del Pilar se celebran numerosos espectáculos de pirotecnia, en ocasiones acompañados por música, que tienen su colofón en el Gran Fin de Fiestas a las orillas del río Ebro.

### Fin de fiesta
El fin de fiesta consiste habitualmente en un concierto al aire libre en la Plaza del Pilar que culmina con un espectáculo de fuegos artificiales junto al río Ebro.

## Espectáculos

### Música
La música tiene una presencia destacada en las celebraciones de El Pilar con escenarios públicos situados en diversas plazas y avenidas de la ciudad así como un programa de rondas y pasacalles. Además se ofrecen:
- Conciertos en el pabellón Príncipe Felipe.
- Conciertos en la Plaza del Pilar.
- Conciertos en el escenario de Valdespartera.
- Conciertos en la carpa patrocinada de la Federación de Interpeñas de la ciudad.
- Espectáculos de folclore aragonés organizados por el Ayuntamiento o por entidades privadas.
- Programa de música clásica en el Auditorio.
- Festival de Música Independiente de Zaragoza (FIZ) en el Auditorio.

Además, existen otros escenarios que no son fijos en los que se desarrolla diariamente la programación musical de las fiestas.

### Teatro
Los principales escenarios de la ciudad (Teatro Principal, Teatro del Mercado y Teatro de la Estación) reciben durante las fiestas la visita de diferentes compañías de teatro.

### Circo
Es tradicional que la ciudad acoja durante las fiestas a una compañía de circo de renombre mundial que suele prolongar su estancia durante las semanas siguientes para deleite de mayores y pequeños.

## Las peñas
Las peñas surgieron con la pretensión inicial de organizar actos festivos paralelos a los oficiales, acercarlos a todos los sectores sociales y popularizar así las fiestas. La primera peña surgió en 1978 y en los años posteriores fue creciendo el número de estas agrupaciones hasta llegar a ser 26 en el año 2015 que se coordinan a través de la Federación Interpeñas. Inicialmente los eventos que organizaban en las fiestas del Pilar eran pasacalles, verbenas y juegos infantiles. A medida que creció su número aumentó también la diversidad de sus actividades y se originó el pabellón de Interpeñas como lugar de encuentro de todas las peñas y escenario de conciertos y verbenas.